# Supergirl (série de televisão)
Supergirl é uma série de televisão americana desenvolvida por Greg Berlanti, Andrew Kreisberg e Ali Adler, que também são produtores executivos com Sarah Schechter. Teve sua primeira temporada transmitida pela emissora CBS, mas passou a ser exibida pela The CW a partir da segunda temporada. A série é baseada na personagem Kara Danvers / Kara Zor-El / Supergirl da DC Comics, criada por Otto Binder e Al Plastino, aqui vivida por Melissa Benoist. Kara é uma mulher vinda do planeta Krypton que foi enviada à Terra para cuidar de seu primo, Superman, quando seu planeta natal estava sendo destruído. Após viver por anos como uma pessoa normal, alguns acontecimentos forçam Kara a se revelar para o mundo, adotando o alter-ego "Supergirl". 
A série foi anunciada no primeiro semestre de 2015, com ordem de 20 episódios para a primeira temporada, que estreou em 26 de outubro de 2015. A segunda temporada estreou em 10 de outubro de 2016. 
Supergirl é a terceira série do Universo Arrow, compartilhando continuidade com outras séries de televisão da franquia. Seu spin-off, a série Superman & Lois, estreou em Janeiro de 2021.
O drama ficou conhecido pela consciência social e por ser militante de causas importantes no contexto político, principalmente levantando a bandeira anti-Trump.

## Sinopse
Momentos antes da destruição de Krypton, a pequena Kara Zor-El é enviada a Terra por seus pais em uma missão de cuidar de Kal-El, seu primo ainda bebê. Entretanto, a nave de Kara é atingida por uma onda de choque e lançada para dentro da sombria Zona Fantasma, uma prisão intergalática atemporal. Após um período adormecida, a cápsula de Kara deixa a Zona Fantasma e alcança a Terra, onde ela encontra Kal-El adulto e super-poderoso, agindo heroicamente como o defensor do planeta conhecido como Superman. Entregue por ele a uma família de cientistas, Kara é adotada como Kara Danvers. Anos se passam, até que ela decide se revelar ao mundo e compartilhar dos poderes e da natureza heroica de seu primo, impedindo um acidente aéreo e salvando a vida de centenas de pessoas, incluindo sua irmã adotiva, Alex. Ao lado dos amigos James Olsen, Winn Schott e do DOE, do qual Alex faz parte, Kara se divide entre o trabalho árduo de assistente pessoal da celebridade da mídia Cat Grant, e a missão árdua de defender a humanidade de ameaças hostis sob o alter-ego "Supergirl".

## Resumo
| Temporada | Temporada | Episódios | Episódios | Originalmente exibido | Originalmente exibido | Originalmente exibido | Nielsen ratings | Nielsen ratings                       |
| Temporada | Temporada | Episódios | Episódios | Estreia da temporada  | Final da temporada    | Emissora              | Rank            | Média de telespectadores (em milhões) |
| --------- | --------- | --------- | --------- | --------------------- | --------------------- | --------------------- | --------------- | ------------------------------------- |
|           | 1         | 20        | 20        | 26 de outubro de 2015 | 18 de abril de 2016   | CBS                   | 39              | 9.81                                  |
|           | 2         | 22        | 22        | 10 de outubro de 2016 | 22 de maio de 2017    | The CW                | 129             | 3.12                                  |
|           | 3         | 23        | 23        | 9 de outubro de 2017  | 18 de junho de 2018   | The CW                | 154             | 2.82                                  |
|           | 4         | 22        | 22        | 14 de outubro de 2018 | 19 de maio de 2019    | The CW                | 169             | 1.67                                  |
|           | 5         | 19        | 19        | 6 de outubro de 2019  | 17 de maio de 2020    | The CW                | 118             | 1.58                                  |
|           | 6         | 20        | 20        | 31 de março de 2021   | 9 de novembro de 2021 | The CW                | ASA             | ASA                                   |

### 1ª temporada (2015–2016)
Após escapar de seu planeta (Krypton) durante a sua destruição há anos, Kara Zor-El adotou o nome de Kara Danvers quando chegou a Terra. Embora tenha sido difícil, ela conseguiu esconder seus poderes, os quais compartilha com seu primo, Superman. Agora que está adulta, Kara decide assumir suas habilidades inacreditáveis e ser a heroína que sempre foi destinada a ser, a "Supergirl".

### 2ª temporada (2016–2017)
Kara e seus aliados lidam com brigas entre a população nativa da Terra e a população extraterrestre, e investigam uma sombria organização chamada Cadmus, liderada por Lillian Luthor, mãe do arqui-inimigo de Superman, Lex Luthor. Ao mesmo tempo, Kara se torna amiga da filha de Lillian, Lena Luthor, a nova chefe executiva da LuthorCorp, e luta com os sentimentos que sente por Mon-El, um sobrevivente e príncipe do planeta vizinho de Krypton, Daxam, que chegou à Terra recentemente. James se torna um vigilante de combate de rua mascarado chamado "Guardião"; Alex começa a namorar Maggie Sawyer; e J'onn faz amizade com uma jovem marciana, M'gann, da raça de Marcianos Brancos, os quais mataram seu povo.

### 3ª temporada (2017–2018)
Kara esteve sonhando com Mon-El, obsessiva com seu vigilantismo e ignorando o tempo de inatividade com os outros em sua vida. Lena e James se opõem contra o industrialista Morgan Edge em seus planos para os condomínios residenciais. James administra a CatCo, com Cat como Porta-voz da Casa Branca e Snapper de férias. Kara se demite da CatCo, acreditando que ela precisa priorizar seu vigilantismo, afastando Alex, que irá se casar com Maggie. Edge contrata o criminoso Bloodsport, que ataca a revelação da estátua da Supergirl perto do mar com um submarino, obrigando Kara a ir debaixo d'água para detê-los. Quando ela desmaia, seu sonho com Mon-El a reanima e ela para os vilões. A fim de anular as tentativas de Edge de comprar a CatCo e silenciá-lo, Lena a compra ela mesma. Kara decide voltar para a CatCo e se junta a seus amigos. Enquanto isso, uma mulher, Samantha, a quem Alex ajudou perto do rio acorda depois de sonhar com uma criatura perturbadora 

### 4ª temporada (2018–2019)
Na quarta temporada, Kara ficou ocupada em seus deveres heróicos trabalhando com a DOE, e como repórter na CatCo, provando que ela pode realizar múltiplas tarefas. Os irmãos Graves atacam um alienígena, Dr. Vose, e rouba um dispositivo EMP de seu laboratório. J'onn acredita que seja um crime de ódio, com o recente aumento do ódio anti-alienígena no país, embora Kara discorde. A dupla planeja atacar a cúpula da presidente Marsdin para marcar o aniversário de seu ato de anistia. Supergirl salva a presidente e captura Otis, mas Mercy escapa. Imagens da câmera do ataque acabam expondo a verdadeira identidade da presidente como uma alienígena. Os Graves estão trabalhando com um misterioso mascarado que diz que ele é um "agente da liberdade" enquanto apunhala Fiona Byrne, uma telepata alienígena que J'onn conheceu em um grupo de apoio para outros alienígenas. A duplicata de Kara é vista atravessando paredes em uma caverna subterrânea cercada por soldados kasnianos 

### 5ª temporada (2019-2020)
Na quinta temporada, Kara e companhia se deparam com uma nova ameaça conhecida como Leviatã, que envia seu agente Rama Khan, um ser imortal de séculos, para matar Kara, o qual acaba sendo derrotado por Kara e seus amigos. Após uma crise envolvendo a destruição do multiverso, Kara ajusta sua nova vida no universo recém-criado a "Terra-Prime", graças ao sacrifício de Oliver Queen para reconstruir o multiverso, no qual ela trabalha para Lex, que agora é o dono do D.E.O. e onde o Leviatã não é mais uma ameaça pública.

### 6ª temporada (2021)
Na sexta e última temporada, Lex tenta terminar o que o Anti-Monitor começou depois que este último falhou em conquistar o multiverso. Ele aprisiona Kara com sucesso na Zona Fantasma enquanto seus amigos descobrem uma maneira de trazê-la de volta. Kara descobre seu pai na Zona Fantasma. Após seu resgate, o grupo de Supergirl deve lutar com a 5ª Dimensão Imp Nyxlygsptlnz que também escapou da Zona Fantasma e está buscando os diferentes Totens para se vingar de seu pai, o Rei Brpxz. Lex Luthor logo se envolve com Nyxlygsptlnz.

## Elenco e personagens

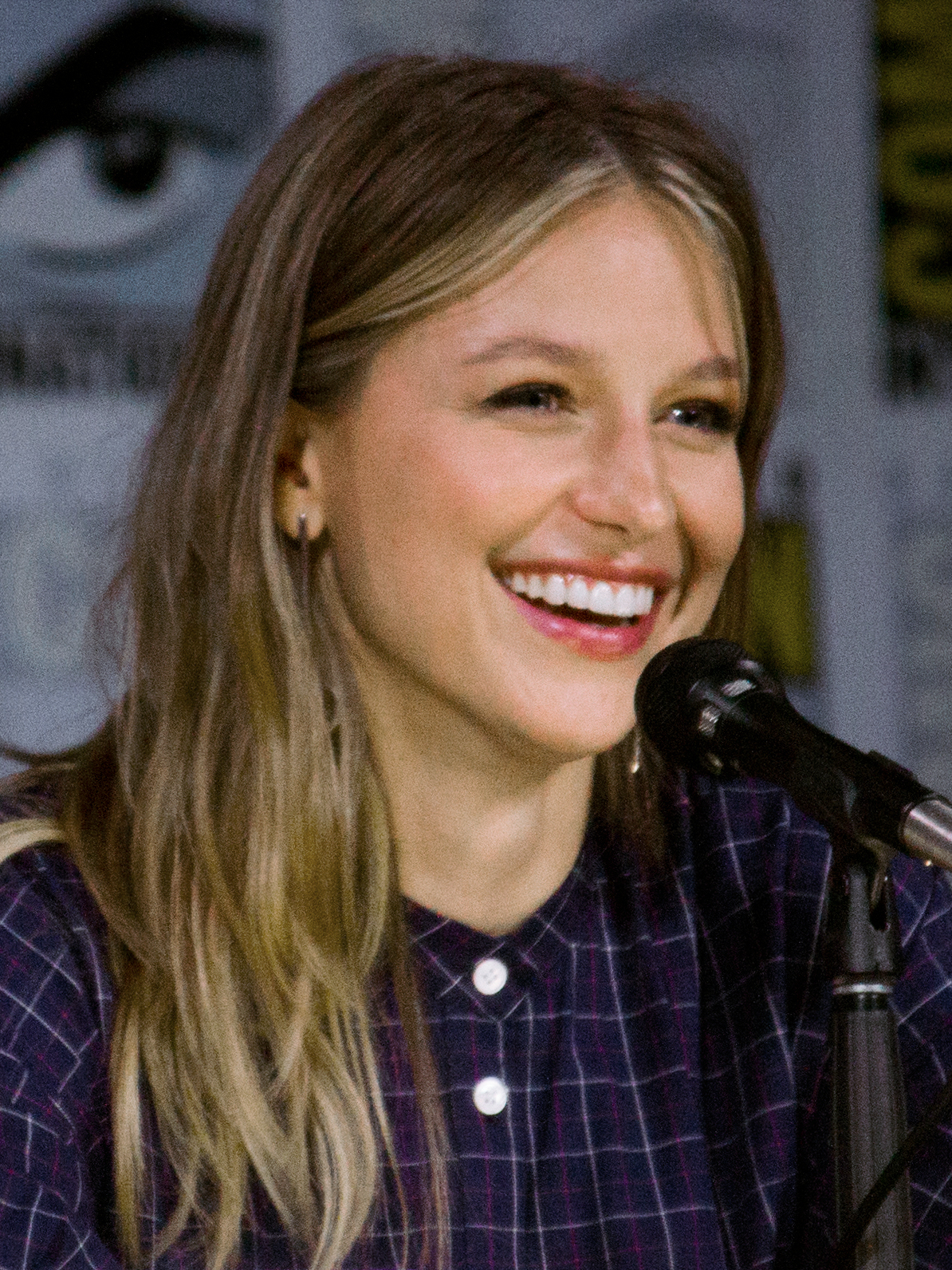
Melissa Benoist estrela da série e personagem principal de Supergirl.

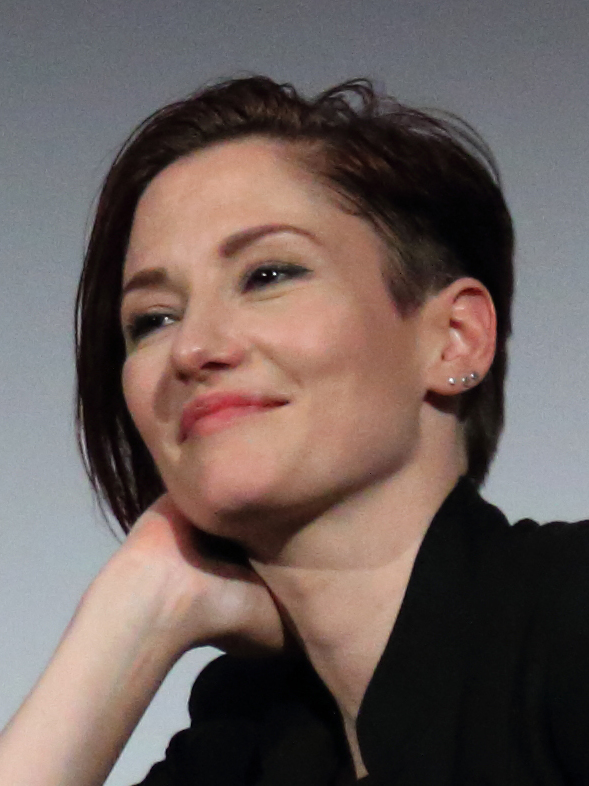
Chyler Leigh estrela da série e intérprete de Alex Danvers.

- Melissa Benoist como Kara Danvers / Kara Zor-El / Supergirl:

Uma kryptoniana de 24 anos que mora em National City, que deve assumir seus poderes depois de escondê-los por muito tempo. Ela ajuda sua irmã adotiva, Alex Danvers, como parte do Departamento de Operações Extranormais (DEO). Ela descobre a verdade que seu pai adotivo, Jeremiah Danvers, também trabalhou para o DEO, para que eles não capturassem Kara. Os colegas de Alex na DEO ajudam Kara a aperfeiçoar seus poderes.  Kara tem um emprego diário, trabalhando como assistente de Cat Grant na CatCo. Benoist expressou sua empolgação por interpretar o personagem e ser capaz de "(contar) uma história sobre um ser humano realmente percebendo seu potencial e sua força". No final da primeira temporada, Kara foi promovida por Cat e tornou-se repórter júnior no início da segunda temporada. Malina Weissman (temporadas 1 e 2) e Izabela Vidovic (temporadas 3 e 4) retratam versões mais jovens de Kara. 
- Mehcad Brooks como James Olsen / Guardião (temporadas 1–4):

Ex-fotógrafo do Daily Planet, James se mudou para National City e se tornou o novo diretor de arte de sua ex-colega, Cat Grant, na CatCo Worldwide Media. Ele é inicialmente um potencial interesse amoroso por Kara. Entre suas razões para se mudar pelo país, está o rompimento com sua noiva, Lucy Lane, e de olho na recém-revelada Supergirl de Superman. Enquanto trabalhava no Planeta Diário, James recebeu o Prêmio Pulitzer por tirar a primeira foto do Superman. Na segunda temporada, James se torna Guardião. Ele também se torna o CEO interino da CatCo depois que Cat Grant deixa a empresa.
- Chyler Leigh como Alex Danvers:

A irmã adotiva humana de Kara. Ela é uma cientista e agente governamental que serve como o braço direito de Hank Henshaw no DEO. Tendo sido extensivamente treinada em combate por Henshaw, Alex, por sua vez, fornece treinamento rigoroso a Kara, a fim de diminuir sua dependência excessiva de seus poderes. Ela e Kara suspeitam do DEO ao saber que o pai desaparecido foi forçado a trabalhar lá para proteger Kara, mas Alex descobre que Henshaw é realmente o sobrevivente marciano J'onn J'onzz disfarçado. Na segunda temporada, Alex descobre que seu pai está vivo e o procura. Ela também conhece e faz amizade com a detetive da polícia Maggie Sawyer e começa a desenvolver sentimentos por ela, forçando Alex a confrontar sua sexualidade. Jordan Mazarati e Olivia Nikkanen retratam um jovem Alex. No final da terceira temporada, Alex se torna o nova diretora do DEO.
- Jeremy Jordan como Winslow "Winn" Schott Jr. / Homem-Brinquedo (temporadas 1–3; temporada 5: recorrente):

Um especialista em tecnologia que trabalhou ao lado de Kara na CatCo, ele é o melhor amigo de Kara e serve como um de seus aliados, ajudando-a a desenvolver sua fantasia e ajudando-a em suas aventuras. Winn tem sentimentos não correspondidos por Kara e é um rival de James por seu carinho. No entanto, no final de "Para a Garota Que Já Tem Tudo", Winn aceitou que é melhor que eles permaneçam como melhores amigos e, em "Solidão", ele começa a se interessar pela nova assistente de Cat Grant, que também é rival de Kara; Siobhan Smythe, que é subsequentemente demitida por Cat e que, em "Melhores do Mundo", e se torna uma supervilão metahumano sobrenatural chamado Banshee Prateada. Na série, ele é filho do Homem-Brinquedo. Na segunda temporada, Winn deixou a CatCo para trabalhar no DEO como agente de recepção. Ele também trabalha com James Olsen como seu parceiro vigilante. No final da terceira temporada, ele partiu para o futuro com Mon-El e se juntou à Legião de Super-Heróis.
- David Harewood como J'onn J'onzz / Caçador de Marte:

O chefe do DEO que leva a aparência de Hank Henshaw após Henshaw ser morto no Peru enquanto o caçava. J'onn J'onzz usa a aparência de Henshaw para reformar a DEO por dentro e também vigiar Alex e Kara. A evolução de Henshaw foi discutida durante as filmagens do piloto, com os produtores executivos dizendo brincando que Harewood seria um bom ator para interpretar o Caçador de Marte em uma série de televisão em potencial, para a qual Geoff Johns, da DC Comics, perguntou por que não poderia ser feito em Supergirl. Harewood refletiu que ele tinha dificuldade em "encontrar um ângulo para interpretar Hank Henshaw" no piloto, e ficou empolgado quando lhe disseram sobre a mudança na história de futuro de seu personagem. Harewood também interpretou na série o verdadeiro Hank Henshaw, que se tornou Superman Ciborgue.
- Calista Flockhart como Cat Grant (temporada 1; temporada 2: recorrente; temporada 3–4: participação):

A fundadora superficial do conglomerado de mídia CatCo Worldwide Media, que sente, desde que "classificou" Kara como "Supergirl", que possui a custódia proprietária do novo herói. Antes de fundar a CatCo, era colunista de fofocas do Planeta Diário e, antes disso, assistente pessoal do editor-chefe do Planeta Diário, Perry White. Cat investiga e revela que Supergirl é prima de Superman, o que faz com que Kara se torne um alvo de alguns vilões da galeria do super-herói. Cat também serve como mentora de Kara, dando conselhos sobre ser uma mulher no mundo dos homens. No episódio "Aquisição Hostil", ela suspeita que Kara seja a Supergirl. No segundo episódio da segunda temporada, Cat anuncia que vai tirar uma licença da CatCo, deixando James para administrar a empresa em seu lugar. Na terceira temporada, ela se tornou secretária de imprensa da Casa Branca da presidente Olivia Marsdin.
- Chris Wood como Mon-El (temporadas 2–3; temporada 5: participação):

Um príncipe do planeta Daxam com poderes semelhantes aos de Superman e Supergirl, Mon-El aterrissa na Terra no pod no final da primeira temporada.
- Floriana Lima como Maggie Sawyer(temporada 2; temporada 3: recorrente):

Uma detetive do Departamento de Polícia de National City que se interessa especialmente pelos casos envolvendo alienígenas e meta-humanos. Lima se tornou uma atriz recorrente na terceira temporada, partindo no quinto episódio da temporada. 
- Katie McGrath como Lena Luthor (temporada 3–presente; temporada 2: recorrente):

A CEO da L-Corp (anteriormente conhecido como Luthor Corp) e a meia-irmã paterna mais nova de Lex Luthor. Ela chega em National City após Lex ter sido preso, na esperança de renomear a Luthor Corp como uma força para o bem. Como filha de Lionel Luthor, de quem ela é próxima, Lena tenta resgatar seu nome de família depois que os crimes de Lex o mancharam e romper com o legado de seu meio-irmão e madrasta. Inicialmente, ela acreditava que era filha adotiva de Lionel e Lillian Luthor, mas Lena descobre que ela é realmente filha ilegítima de Lionel por seu caso extraconjugal. Lena conhece Kara depois que Kara é designada para entrevistar Lena sobre a L-Corp. Logo depois, as duas se tornam amigas próximas. 
- Odette Annable como Samantha Arias / Régia (temporada 3; temporada 5: participação):

Outra kriptoniana enviado à Terra quando criança e mãe solteira para sua filha Ruby. A personalidade alternativa vilã de Samantha, Régia, surge no meio da terceira temporada, mas ela não tem conhecimento disso e das ações de seu alter ego. 
- Jesse Rath como Querl "Brainy" Dox / Brainiac 5 (temporada 4–presente; temporada 3: recorrente):

Um intelecto de nível 12, meio IA e meio orgânico, e membro da Legião de Super-Heróis do planeta Colu no século 31. 
- Sam Witwer como Benjamin Lockwood / Agente da Liberdade (temporada 4; temporada 5: participação):

O brilhante, implacável, fundador e líder dos Filhos da Liberdade, um grupo de ódio supremacista humano que apóia uma ordem mundial humana em primeiro lugar. 
- Nicole Maines como Nia Nal / Sonhadora (temporada 4–presente):

Uma jovem transgênero com alma e desejo feroz de proteger os outros e a mais nova adição à equipe de reportagem da CatCo. A personagem é a primeira super-heroína transgênero na televisão.
- April Parker Jones como Coronel Lauren Haley (temporada 4):

Uma militar de carreira de linha dura que vive e morre por ordem de seus oficiais comandantes. Dedicada ao seu país, ela sempre age no seu melhor interesse - mesmo que não seja o dela.
- Azie Tesfai como Kelly Olsen (temporada 5; temporada 4: recorrente):

A irmã mais nova de James que voltou recentemente para os Estados Unidos após um trabalho de militar no exterior.
- Andrea Brooks como Eve Teschmacher (temporada 5; temporada 2–4: recorrente):

Um ex-assistente da CatCo que se tornou parte da equipe de pesquisa de Lena na L-Corp antes de ser revelado como uma espiã que trabalhava para Lex Luthor. Ela também é revelada como uma espiã pouco disposta a trabalhar para o Leviatã, que vem manipulando Lex Luthor.
- Julie Gonzalo como Andrea Rojas / Acrata (temporada 5):

CEO da Obsidian Tech, que é a nova editora-chefe da Catco Worldwide Media e antiga amiga de Lena Luthor.
- Staz Nair como William Dey (temporada 5):

Um novo repórter estrela da Catco Worldwide Media que permanece secretamente no emprego dos jornais do London Times e age disfarçado para investigar Andrea Rojas, suspeitando que ela é uma criminosa.
- LaMonica Garrett como Mar Novu / Monitor (temporada 5; temporada 4: participação):

O Monitor é um Multiversal testando diferentes Terras no multiverso, preparando-se para uma "crise" iminente, fornecendo o Livro do Destino a John Deegan, liberando o irmão de J'onn J'onzz e recuperando o cadáver de Lex Luthor, enquanto o Anti -Monitor é o seu oposto polar, um mal sendo dedicado a acabar com o multiverso.

## Produção

### Desenvolvimento
A ideia de uma série centrada na super-heroína Supergirl pela Warner Bros. Television foi anunciada em setembro de 2014. Os produtores executivos são Greg Berlanti, Andrew Kreisberg e Ali Adler, autores do roteiro, e Sarah Schechter, da Berlanti Productions. Nina Tassler, da CBS Entertainment, revelou que a série seria processual, dizendo: "Serão casos, mas o que Ali Adler e Greg Berlanti alteraram foi um arco de série para ela. A beleza disto está agora em séries como The Good Wife e Madam Secretary, você pode ter elementos de história serializados, sendo um caso por semana. Ela é uma solucionadora de crimes, então ela irá ter que resolver crimes". Quando questionada sobre a presença e a influência do Superman na história, Ali Adler tomou como base "o modo como o presidente dos Estados Unidos é tratado na série Veep. De fato, é bastante inspirado nas situações vividas pela personagem de Julia Louis-Dreyfus. Enfim, a série é sobre a Supergirl, e é através de seus olhos que queremos contá-la." Em março de 2015, Blake Neely, compositor de Arrow e The Flash, revelou que também seria o compositor de Supergirl.

### Design do traje

Traje da Supergirl

O traje da personagem foi criado pela designer Colleen Atwood, também responsável pelos trajes de Arrow e The Flash. A atriz Melissa Benoist já conhecia o traje vestido por Kara Danvers nas HQs, e disse: "A micro-mini borda da saia é um pouco assustadora... mas isso é bom. Eu gosto de ser pressionada". Fotos promocionais de Melissa Benoist vestindo o traje feito por Colleen Atwood foram liberadas em março de 2015. Colleen "urbanizou" a vestimenta clássica da personagem, explicando que sua intenção era "abraçar o passado... mas mais importante, inserir o estilo herói das ruas de hoje em dia." A recepção do traje, quando divulgado, ficou dividida. Natalie Abrams, da Entertainment Weekly, o descreveu como "diferente, mas com bom gosto". O novo traje esconde o diafragma da personagem, diferente das HQs, e traz uma meia-calça escura por baixo das botas. Natalie Abrams comparou a textura escura da roupa com a usada por Henry Cavill como Superman no filme O Homem de Aço, bem como o posicionamento da capa no traje, e a decisão de substituir os tons azul e vermelho brilhante dos quadrinhos. Andrew Dyce, do Screen Rant, achou o novo traje um balanço perfeito entre a nostalgia clássica e o modernismo. O site The Washington Post avaliou o design de Colleen Atwood como um sucesso, especificamente por sua habilidade de pegar "matrizes de desenho" e movê-las a tons escuros. O site E! Online criticou a roupa, comparando-a com um "traje barato de Halloween", com cores desbotadas, descrente do "energético estilo de rua" que Colleen Atwood propôs. O site TV Guide questionou o design, comentando que, apesar da imagem promocional ter Melissa Benoist tentando aparentar uma heroína poderosa, as botas de cano alto e a saia plissada a tornam "uma modelo publicitária em uma fantasia de Halloween barata."

### Filmagens
Em fevereiro de 2015, Andrew Kreisberg, co-criador de Arrow e The Flash, foi anunciado como desenvolvedor e produtor executivo de Supergirl. Glen Winter, que também dirige Arrow e The Flash foi anunciado como diretor do episódio piloto. As gravações do episódio piloto foram de 4 de março a 29 de março de 2015. A série é gravada em Vancouver, Colúmbia Britânica, no Canadá.

## Transmissão
No Canadá, Supergirl foi ao ar na Global Television Network em uma transmissão simultânea a transmissão americana durante a primeira temporada; a partir da segunda temporada passou a ser transmitida no canal Showcase.
A série estreou em 29 de outubro de 2015, no Reino Unido, na Sky One. A série estreou na Austrália em 6 de dezembro de 2015, na FOX8. No Brasil, a série é exibida pelo canal a cabo Warner Channel, pelo streaming Netflix e foi exibida na rede aberta pela Rede Globo.

## Recepção

### Resposta da crítica
| Temporada | Temporada | Resposta da crítica | Resposta da crítica |
| Temporada | Temporada | Rotten Tomatoes     | Metacritic          |
| --------- | --------- | ------------------- | ------------------- |
|           | 1         | 92% (72 reviews)    | 75% (33 reviews)    |
|           | 2         | 92% (20 reviews)    | 81% (4 reviews)     |
|           | 3         | 77% (14 reviews)    | TBA                 |
|           | 4         | 87% (7 reviews)     | TBA                 |
|           | 5         | 86% (110 reviews)   | TBA                 |

A avaliação do site Rotten Tomatoes deu para a série um índice de 97% de aprovação dos críticos e com uma classificação média de 7,6/10 baseado em 66 comentários. O site disse: "Melissa Benoist brilha como a pequena prima valente do Superman em Supergirl, uma adaptação dos quadrinhos para a família que abandona o cinismo romântico." O Metacritic, que usa uma média ponderada, atribuiu uma pontuação de 75/100 com base em comentários de 33 críticos, o que indica "avaliações favoráveis??". Cliff Wheatley, da IGN, deu ao episódio piloto uma nota de 7/10, elogiando o desempenho de Melissa Benoist como Kara Danvers e o take cômico com o Superman.
O Rotten Tomatoes deu à segunda temporada da série um índice de 92% de aprovação dos críticos, com uma classificação média de 7,88/10, baseado em 20 comentários. O site disse: "A chegada do primo mais famoso em Supergirl não prejudica a liderança do programa, que continua a oferecer força, ação e relacionabilidade". O Metacritic relatou "aclamação universal" e atribuiu uma pontuação de 81/100, com base em comentários de 4 críticos.
A terceira temporada da série possui um índice de 78% de aprovação dos críticos no Rotten Tomatoes, e com uma classificação média de 6,9/10 baseado em 15 comentários. O site disse: "Temas mais pesados levam a apostas mais altas, mas Supergirl dá sua heroína de mesmo nome e seus colegas muito espaço para crescimento, criando uma terceira temporada bem equilibrada e envolvente".
A quarta temporada da série possui um índice de 87% de aprovação dos críticos no Rotten Tomatoes, e com uma classificação média de 7,27/10 baseado em 7 comentários. O site disse: "Embora seja um pouco inconsistente, a quarta temporada de Supergirl ainda cresce graças à forte e relevante escrita, trazida à vida por seu elenco encantador".

### Audiência
| Temporada | Horário (ET)   | Emissora | Episódios | Primeira exibição     | Primeira exibição   | Última exibição     | Última exibição     | Rank | Méd. audiência (milhões) | Adultos de 18–49 anos (média) |     |
| Temporada | Horário (ET)   | Emissora | Episódios | Data                  | Audiência (milhões) | Data                | Audiência (milhões) | Rank | Méd. audiência (milhões) | Adultos de 18–49 anos (média) |     |
| --------- | -------------- | -------- | --------- | --------------------- | ------------------- | ------------------- | ------------------- | ---- | ------------------------ | ----------------------------- | --- |
| 1         | Segundas 20:00 | CBS      | 20        | 26 de outubro de 2015 | 12.96               | 18 de abril de 2016 | 6.11                | 39   | 9.81                     | 27                            | 2.4 |
| 2         | Segundas 20:00 | The CW   | 22        | 10 de outubro de 2016 | 3.06                | 22 de maio de 2017  | 2.12                | 129  | 3.12                     | 115                           | 1.0 |
| 3         | Segundas 20:00 | The CW   | 23        | 9 de outubro de 2017  | 1.87                | 18 de junho de 2018 | 1.78                | 154  | 2.82                     | 120                           | 0.9 |
| 4         | Domingos 20:00 | The CW   | 22        | 14 de outubro de 2018 | 1.52                | 19 de maio de 2019  | 1.07                | 169  | 1.67                     | 147                           | 0.5 |
| 5         | Domingos 21:00 | The CW   | 19        | 6 de outubro de 2019  | 1.26                | 17 de maio de 2020  | 0.65                | 118  | 1.58                     | 113                           | 0.5 |

### Prêmios e indicações
| Ano  | Prêmio                            | Categoria                                     | Nomeado(s)                   | Resultado | Ref.   |
| ---- | --------------------------------- | --------------------------------------------- | ---------------------------- | --------- | ------ |
| 2015 | Critics' Choice Television Awards | Most Exciting New Series                      | Supergirl                    | Venceu    | [ 53 ] |
| 2016 | People's Choice Awards            | Favorite New TV Drama                         | Supergirl                    | Venceu    | [ 54 ] |
| 2016 | Saturn Awards                     | Best Actress on Television                    | Melissa Benoist              | Indicado  | [ 55 ] |
| 2016 | Saturn Awards                     | Best Guest Starring Role on Television        | Laura Benanti                | Indicado  | [ 55 ] |
| 2016 | Saturn Awards                     | Best Superhero Adaptation Television Series   | Supergirl                    | Indicado  | [ 55 ] |
| 2016 | Saturn Awards                     | Best Supporting Actress on Television         | Calista Flockhart            | Indicado  | [ 55 ] |
| 2016 | Saturn Awards                     | Breakthrough Performance                      | Melissa Benoist              | Venceu    | [ 55 ] |
| 2016 | Teen Choice Awards                | Breakout Series                               | Supergirl                    | Indicado  | [ 56 ] |
| 2017 | GLAAD Awards                      | Outstanding Drama Series                      | Supergirl                    | Indicado  | [ 57 ] |
| 2017 | Kids' Choice Awards               | Favorite TV Show – Family Show                | Supergirl                    | Indicado  | [ 58 ] |
| 2017 | Saturn Awards                     | Best Actress on a Television Series           | Melissa Benoist              | Venceu    | [ 59 ] |
| 2017 | Saturn Awards                     | Best Guest Performance on a Television Series | Tyler Hoechlin               | Indicado  | [ 59 ] |
| 2017 | Saturn Awards                     | Best Superhero Adaptation Television Series   | Supergirl                    | Venceu    | [ 59 ] |
| 2017 | Saturn Awards                     | Best Supporting Actor on a Television Series  | Mehcad Brooks                | Indicado  | [ 59 ] |
| 2017 | Teen Choice Awards                | Choice Action TV Actor                        | Chris Wood                   | Indicado  | [ 60 ] |
| 2017 | Teen Choice Awards                | Choice Action TV Actress                      | Melissa Benoist              | Venceu    | [ 60 ] |
| 2017 | Teen Choice Awards                | Choice Action TV Show                         | Supergirl                    | Indicado  | [ 60 ] |
| 2017 | Teen Choice Awards                | Choice Liplock                                | Melissa Benoist e Chris Wood | Indicado  | [ 60 ] |
| 2017 | Teen Choice Awards                | Choice TV Ship                                | Melissa Benoist e Chris Wood | Indicado  | [ 60 ] |
| 2017 | Teen Choice Awards                | Choice TV Villain                             | Teri Hatcher                 | Indicado  | [ 60 ] |
| 2018 | People's Choice Awards            | The Sci-Fi/Fantasy Show of 2018               | Supergirl                    | Indicado  | [ 61 ] |
| 2018 | Saturn Awards                     | Best Actress on a Television Series           | Melissa Benoist              | Indicado  | [ 62 ] |
| 2018 | Saturn Awards                     | Best Superhero Adaptation Television Series   | Supergirl                    | Indicado  | [ 62 ] |
| 2018 | Saturn Awards                     | Best Supporting Actress on Television         | Odette Annable               | Indicado  | [ 62 ] |
| 2018 | Teen Choice Awards                | Choice Action TV Actor                        | Chris Wood                   | Indicado  | [ 63 ] |
| 2018 | Teen Choice Awards                | Choice Action TV Actress                      | Melissa Benoist              | Venceu    | [ 63 ] |
| 2018 | Teen Choice Awards                | Choice Action TV Show                         | Supergirl                    | Indicado  | [ 63 ] |
| 2018 | Teen Choice Awards                | Choice Scene Stealer                          | Katie McGrath                | Indicado  | [ 63 ] |
| 2018 | Teen Choice Awards                | Choice TV Villain                             | Odette Annable               | Indicado  | [ 63 ] |
| 2019 | GLAAD Awards                      | Outstanding Drama Series                      | Supergirl                    | Indicado  | [ 64 ] |
| 2019 | Saturn Awards                     | Best Superhero Television Series              | Supergirl                    | Venceu    | [ 65 ] |
| 2019 | Saturn Awards                     | Best Actress on Television                    | Melissa Benoist              | Indicado  | [ 65 ] |
| 2019 | Saturn Awards                     | Best Supporting Actor on Television           | David Harewood               | Indicado  | [ 65 ] |
| 2019 | Saturn Awards                     | Best Guest Starring Role on Television        | Jon Cryer                    | Indicado  | [ 65 ] |
| 2019 | Teen Choice Awards                | Choice Action TV Show                         | Supergirl                    | Indicado  | [ 66 ] |
| 2019 | Teen Choice Awards                | Choice Action TV Actress                      | Melissa Benoist              | Indicado  | [ 66 ] |
| 2019 | Teen Choice Awards                | Choice TV Villain                             | Jon Cryer                    | Indicado  | [ 66 ] |
| 2020 | GLAAD Awards                      | Outstanding Drama Series                      | Supergirl                    | Indicado  | [ 67 ] |

Lista de Dez Melhores dos Críticos

Listas de dez melhores dos críticos de 2015
- Número 10 – People
- Não ranqueada – Variety
- Número 7 – The Washington Post

Listas de dez melhores dos críticos de 2016
- Número 5 – Cinema Blend

## Universo Arrow

Pôster do crossover

Em novembro de 2014, Greg Berlanti manifestou o seu interesse na existência de Supergirl no Universo Arrow, mas em uma Terra paralela à de suas outras séries, Arrow e The Flash. Em janeiro de 2015, o presidente da emissora The CW, Mark Pedowitz, revelou que ele também estava aberto a um crossover entre as séries e as emissoras (The CW e CBS). No entanto, a diretora da CBS, Nina Tassler, afirmou: "Essas duas séries são de canais diferentes... então acho melhor mantermos Supergirl somente conosco por um tempo". Em fevereiro de 2016, foi anunciado que Grant Gustin, que interpreta Barry Allen / Flash em The Flash, apareceria no décimo oitavo episódio da primeira temporada de Supergirl, intitulado "Os Melhores dos Mundos". "Estamos muito animados em anunciar algo que nós sonhamos desde que começamos a trabalhar em Supergirl... Queremos agradecer a Grant Gustin por ter arrumado um tempo em sua imensa carga de trabalho para vir nos visitar e a todo mundo na CBS, The CW, Warner Bros. e DC Comics", disseram Greg Berlanti e Andrew Kreisberg, sobre a confirmação do crossover. Antes da exibição do episódio, Ross A. Lincoln, do Deadline.com, observou que "a razão no universo" para o crossover seria devido à capacidade de Barry de viajar para várias dimensões, o que implica a existência da Supergirl em um multiverso, o que foi confirmado no episódio "Bem-Vindos à Terra-2" de The Flash, mostrando uma imagem de Melissa Benoist como Supergirl durante uma sequência em que personagens viajam através desse multiverso. A terra em que a série habita é a Terra-38 no multiverso Arrow.
Durante a segunda temporada, Supergirl aparece em "Invasão!", Um episódio crossover de The Flash, Arrow e Legends of Tomorrow,, quando ela é recrutada por Barry Allen e Cisco Ramon no final do episódio "Medusa" para ajudar combater uma invasão pelos dominadores. Supergirl e The Flash também apareceram em um crossover musical, apresentando vários covers de músicas existentes, juntamente com dois números originais. Semelhante a "Invasão!", O crossover começa no final do episódio da Supergirl "Desafortunada" e ocorre principalmente durante o episódio "Dueto" de The Flash, apresentando o Music Meister como o antagonista que coloca o Flash e a Supergirl em um filme de alucinação compartilhada. Após "Invasão!", Guggenheim disse "Se há um apetite por parte dos fãs e da rede", o crossover no próximo ano pode ser "um crossover divido em quatro partes".
No evento Paleyfest de 2017, Kreisberg reiterou o interesse da equipe criativa de fazer um crossover completo de quatro partes no ano seguinte. Na San Diego Comic Con 2017, foi confirmado que outro crossover de quatro partes aconteceria, com Supergirl desempenhando um papel maior do que na temporada anterior. O evento de crossover de quatro partes, intitulado "Crise na Terra-X", ocorreu nos dias 27 e 28 de novembro de 2017, em Supergirl e Arrow (na primeira noite) e The Flash e Legends of Tomorrow (na segunda noite).
Em maio de 2018, a estrela de Arrow, Stephen Amell, anunciou no evento da The CW que o próximo crossover do Universo Arrow contaria com Batwoman e Gotham City. O crossover, intitulado "Elseworlds", foi ao ar em dezembro de 2018, à frente de uma potencial série solo de 2019 para a personagem. Supergirl foi confirmada para ter um episódio participante em agosto, o qual encerrou o crossover de três partes, trocando o dia de exibição com The Flash para o evento. Portanto, o episódio participante do programa foi ao ar na terça-feira, 11 de dezembro. O final de "Elseworlds" indicou o próximo crossover das séries, "Crise nas Infinitas Terras". O episódio de Supergirl abriu o crossover de cinco partes em 8 de dezembro de 2019, com as duas partes finais indo ao ar em 14 de janeiro de 2020. No final do evento, foi construída a Terra-Prime, onde a Terra-38 se fundiu com a terra anterior da Terra-1 e com a Terra do Raio Negro, criando um universo ficcional onde todas as séries da The CW existem juntas.

### Spin-off
Em outubro de 2019, a The CW e a Warner Bros. Television anunciaram o desenvolvimento de uma série derivada intitulada Superman & Lois, com Tyler Hoechlin e Elizabeth Tulloch reprisando seus papéis como Clark Kent / Superman e Lois Lane. Todd Helbing estava programado para escrever a série e serviria como produtor executivo ao lado de Greg Berlanti, Sarah Schechter e Geoff Johns. Em janeiro de 2020, a série Superman e Lois foi confirmada.
Em fevereiro de 2020, Jordan Elsass e Alexander Garfin foram escalados como filhos adolescentes de Lois e Clark, Jonathan Kent e Jordan Kent. Em 2 de abril de 2020, Dylan Walsh foi escalado como Samuel Lane, pai de Lois. Ele substitui Glenn Morshower, que anteriormente interpretou o personagem em Supergirl. Em 7 de abril de 2020, Emmanuelle Chriqui foi escalada como Lana Lang, a velha amiga de Clark que se casou e é a administradora de empréstimos do Banco de Smallville. No dia seguinte, Erik Valdez foi escalado como Kyle Cushing, um bombeiro e o marido de Lana. Em 12 de maio de 2020, Wolé Parks foi escalado como O Estranho. No dia seguinte, Inde Navarrette foi escalado como Sarah Cushing, filha de Kyle e Lana.
Superman & Lois está programado para estrear em janeiro de 2021.

## Outras mídias

### Histórias em quadrinhos
Em julho de 2015, uma história em quadrinhos de quatro páginas intitulada Sister Act, escrita por Ali Adler, Greg Berlanti e Andrew Kreisberg, foi lançada digitalmente on-line e, um dia depois, na edição de setembro de 2015 da TV Guide.
A partir de janeiro de 2016, a DC Comics lançou uma revista digital quinzenal, com 13 edições, Adventures of Supergirl. Escrito por Sterling Gates e desenhado por uma equipe rotativa de artistas, incluindo Bengala, Jonboy Meyers, Emanuela Lupacchino e Emma Vieceli, a história em quadrinhos, embora não esteja diretamente ligada ao programa, conta histórias ambientadas no universo do programa. A série digital foi coletada impressa como uma série de seis edições publicada duas vezes por mês entre maio e julho de 2016 e como uma graphic novel completa em setembro daquele ano.

### Novels
Em novembro de 2017, a Abrams Books começou a publicar uma nova trilogia de livros de Supergirl, escrita por Jo Whittemore, destinada a leitores de nível médio em conjunto com uma trilogia semelhante dos romances de The Flash. A primeira, Supergirl: Age of Atlantis, foi lançada em 7 de novembro de 2017 e apresenta a Supergirl lidando com um surto de novas pessoas poderosas em National City, bem como uma misteriosa criatura humanóide marinha capturada pelo D.E.O. e aparentemente atraída pelo novas pessoas superpoderadas. Uma sequência, Supergirl: Curse of the Ancients, foi lançada em 1 de maio de 2018, com um terceiro livro, intitulado Supergirl: Master of Illusion, lançado em 8 de janeiro de 2019.

### Guia
Um guia para a série, publicado pela Abrams, foi lançado em 12 de março de 2019. Supergirl: The Secret Files of Kara Danvers: The Ultimate Guide to the Hit TV Show apresenta "perfis detalhados de personagens e super poderes, uma galeria de heróis e vilões , guia de episódios e muito mais das três primeiras temporadas da série." 

### Videogames
O videogame Lego DC Super-Villains apresenta DLC inspirado por Supergirl no "DC Super Heroes: TV Series DLC Character Pack". O pacote DLC inclui Supergirl como um personagem jogável. Na versão mobile de Injustice: Gods Among Us, as versões do programa da Supergirl e da Supergirl Blindada aparecem como personagens jogáveis.

## Home media
| Temporada completa | Datas de lançamento do DVD | Datas de lançamento do DVD | Datas de lançamento do DVD | Datas de lançamento do Blu-ray | Datas de lançamento do Blu-ray | Material adicional |
| Temporada completa | Região 1                   | Região 2                   | Região 4                   | Região A                       | Região B                       | Material adicional |
| ------------------ | -------------------------- | -------------------------- | -------------------------- | ------------------------------ | ------------------------------ | --- |
| 1                  | 9 de agosto de 2016        | 25 de julho de 2016        | 27 de julho de 2016        | 9 de agosto de 2016            | 25 de julho de 2016            | - Painel da Comic-Con de 2015[carece de fontes?] - Cenas deletadas - Gag reel - Featurettes - The Man From Mars - Krypton: A World Left Behind |
| 2                  | 22 de agosto de 2017       | 21 de agosto de 2017       | 23 de agosto de 2017       | 22 de agosto de 2017           | 21 de agosto de 2017           | - Painel da Comic-Con de 2016 - Uma conversa entre Andrew Kreisberg e Kevin Smith - Supergirl Lives Audio Commentary estrelando Andrew Kreisberg e Kevin Smith - Did You Know facts for fans - Featurettes - Supergirl: Alien Fight Night - Aliens Among Us |
| 3                  | 18 de setembro de 2018     | 17 de setembro de 2018     | 19 de setembro de 2018     | 18 de setembro de 2018         | 17 de setembro de 2018         | - Todos os quatro episódios do crossover Crisis on Earth-X - Painel da Comic-Con de 2017 - Cenas deletadas - Gag reel - Inside the Crossover: Crisis on Earth-X - Featurettes - She Will Reign!                                                             |
| 4                  | 17 de setembro de 2019     |                            |                            | 23 de setembro de 2019         |                                | - Todos os três episódios do crossover Elseworlds - Inside the Crossover: Elseworlds - Gag reel - Cenas deletadas - Featurettes - Villains: Modes of Persuasion                                                                                             |